# Joe Goddard
Pour les articles homonymes, voir Goddard.
Joseph Goddard, mieux connu sous le nom de scène Joe Goddard, est un DJ et producteur britannique de musique électronique. Il est surtout connu comme membre du groupe anglais de synthpop Hot Chip, qu'il a coformé avec Alexis Taylor. En 2007, il cofonde le label Greco-Roman, qui publie des albums de groupes et artistes tels que Totally Enormous Extinct Dinosaurs et Disclosure,.

## Biographie
Goddard est l'un des membres fondateurs de Hot Chip. Fondé avec Alexis Taylor, un ami d'école, le groupe sort son premier album Coming on Strong en 2004. Après la sortie de l'album, Hot Chip s'enrichit de trois nouveaux membres : Owen Clarke, Felix Martin et Al Doyle, qui avaient tous joué sur l'album. Leur deuxième album, The Warning, attire l'attention du grand public.
En 2021, Goddard s'associe à Amy Douglas, ancienne chanteuse de Horse Meat Disco, pour former Hard Feelings (stylisé HARD FEELINGS), un duo qui vise à mélanger la dance avec la synthpop et les éléments de new wave du début des années 1980, sur des titres comme Holding on Too Long et Dangerous. Le premier album du duo s'appelle également Hard Feelings et est publié par Domino le 5 novembre 2021.
Le troisième album solo de Goddard, Harmonics, sort le 12 juillet 2024 et comprend des apparitions de Hayden Thorpe, Ibibio Sound Machine, Alabaster DePlume, Tom McFarland de Jungle et de ses collègues de Hot Chip, Alexis Taylor et Al Doyle.

## Discographie
| Titre            | Détails                                                                                   | Meilleure position | Meilleure position | Meilleure position |
| Titre            | Détails                                                                                   | UK                 | BEL (FL)           | SUI                |
| ---------------- | ----------------------------------------------------------------------------------------- | ------------------ | ------------------ | ------------------ |
| Harvest Festival | - Sortie : 8 novembre 2009 - Label : Greco-Roman - Formats : CD, téléchargement           | —                  | —                  | —                  |
| Electric Lines   | - Sortie : 21 avril 2017 - Label : Domino - Formats : CD, 2×LP, téléchargement, streaming | 77                 | 54                 | 85                 |
| Harmonics        | - Sortie : 12 juillet 2024 - Label : Domino - Formats : CD, téléchargement                | —                  | —                  | —                  |